# ترمس أبيض الأوراق
الترمس الأبيض الأوراق (باللاتينية: Lupinus albifrons) نوع نباتي يتبع جنس الترمس من الفصيلة البقولية المعروفة بقدرتها على تثبيت النيتروجين الجوي من خلال بكتيريا المستجذرة.
موطنه ولايتي كاليفورنيا وأوريغون الأمريكيتين.

## الوصف النباتي
نبات عشبي معمر قد يصل ارتفاعه إلى 1.5 م. أوراقه مركبة كفية، تضم كل واحدة منها عادة حوالي سبع وريقات. الأزهار بنفسجية إلى زرقاء إلى بيضاء. الثمرة قرن.